# Baptiste Couchinave
Pas d'image ? Cliquez ici

a Compétitions nationales et continentales officielles uniquement.

Dernière mise à jour le 29 mai 2025.
Baptiste Couchinave, né le 25 janvier 1998 à Préchacq-Josbaig, est un joueur français de rugby à XV évoluant au poste de centre avec la Section paloise.

## Carrière

### Formation
Baptiste Couchinave débute le rugby à l'âge de quatre ans avec les U6 de l'US Josbaig avant de rejoindre les moins de 13 ans du FC oloronais rugby. Par la suite, il rejoint les crabos de la Section paloise mais continue à jouer, sous double licence, avec le club d'Oloron en Fédérale 1, puis le centre de formation du club béarnais en 2019.

### En club
Baptiste Couchinave participe à la saison 2017-2018 de Fédérale 1 avec l'équipe première d'Oloron et atteint avec le club la demi-finale du championnat perdu face à Trélissac.
Il dispute son premier match professionnel face à Calvisano en Challenge européen le 22 novembre 2019 en remplaçant à la 46e minute Jale Vatubua.
A l'été 2020, il est intégré à l'effectif professionnel. En février 2021, il est prêté au Stade montois pour compenser le retour de Simon Desaubies à l'Union Bordeaux Bègles le temps du Tournoi des Six Nations. À l'issue de la saison 2020-2021, il n'est pas conservé par la Section paloise.
En juin 2021, il s'engage en Nationale avec le SC Albi pour les deux prochaines saisons. En mars 2024, il prolonge son contrat pour deux saisons supplémentaires.

## Palmarès
Néant